# Stade olympien perpignanais
‌‌‌‌‌‌
Pour les articles homonymes, voir SOP.
Ne doit pas être confondu avec le Stade olympique perpignanais, nom officiel du Canet Roussillon FC de 1949 à 1952.
Le Stade olympien perpignanais, également connu comme le Stade olympique perpignanais est un club français de rugby à XV fondé en 1912, sous l'impulsion de Gilbert Brutus et Albert Trilles , et basé à Perpignan dans les Pyrénées-Orientales.
En 1919, Le club fusionne avec l'Association sportive perpignanaise pour former l'Union sportive perpignanaise.

## Histoire

### Création
Durant la saison 1911-1912, l'AS Perpignan perd son titre de champion du Languedoc face au RC Narbonne (3 à 0). La saison se termine prématurément pour le club qui finit la saison avec des matchs amicaux. Lors de l'un d'eux qui se déroule le 7 avril 1912 contre le SCUF, le capitaine de l'équipe, Gilbert Brutus, contestant les décisions de l'arbitre, quitte ses partenaires peu avant la mi-temps, suivi un peu plus tard de Joseph Amilhat. Depuis la défaite en finale du championnat du Languedoc, des rancœurs et des jalousies apparaissent et un conflit ouvert éclate au sein du club. Celui-ci aboutit au départ et à l'exclusion, de plusieurs membres et joueurs, dont le capitaine de l'équipe, Gilbert Brutus qui part alors fonder le 29 avril le Stade olympien perpignanais (SOP).

### Champion de France de deuxième série 1913
Une année plus tard, le stade olympien perpignanais, remporte le championnat du Languedoc de 2e série, permettant une qualification au championnat national homonyme.
Ainsi, après avoir éliminé le FC Lourdes en demi-finale, le 27 avril 1913, le SOP mené par Gilbert Brutus s'impose 14 à 8 face à l'AS française champion de Paris en titre, au stade Francis-Rongiéras de Périgueux. Le club perpignanais, dominant sur la première mi-temps, marque quatre essais, de Roger, Flourac, Schulmeister, Pujol et une transformation de Paillissé. Le finaliste quant à lui marque un essai, une transformation et une pénalité,,,.

### Vice-champion du Languedoc et vainqueur de la Coupe de la Commission en 1914
La saison suivante débute sur plusieurs succès, notamment contre le RC Narbonne, l'AS Béziers, le 3e colonial et contre le CA Brive. Cependant, après une défaite 8 à 0 contre l'AS Perpignan puis une victoire 6 à 3 contre la même équipe, les Sopistes deviennent vice-champion du Languedoc. 
Cette seconde place leur permet également une qualification à la Coupe de la Commission, organisée par l'USFSA, permettant aux équipes classées secondes dans les championnats régionaux de première série, de participer à un championnat national,. Après le forfait du SCUF, le club perpignanais est déclaré vainqueur de la coupe. Cependant, avec un bon esprit d', les Perpignanais n'ont pas accepté le forfait des Scufistes. Ils proposent donc de le jouer à Colombes, afin de montrer leur vraie valeur.
La même année, le club perpignanais affronte le FC Auch dans le cadre de la Coupe Rerolle, réunissant les équipes éliminées des phases finales du Championnat de France. Perpignan s'impose 8 à 0.
Le Stade olympien perpignanais dispute la même saison un match contre une sélection pyrénéenne. La sélection gagne le match 6 à 3, même si le second essai des Pyrénéens semble être marqué sur un « magistral en avant ».

### Participation à la Coupe de l'Espérance
Lors de la finale du championnat du Languedoc, comptant comme phase de poule de la Coupe de l'Espérance 1915-1916, le club est éliminé 11 à 4 par les jeunes de l'AS Perpignan évoluant sous le nom des Green Devils.
L'année suivante, après une qualification comme champion du Languedoc, ils sont éliminés en quart de finale par le Stade toulousain à domicile sur le score de 6 à 0,.

### Fusion avec l'Association sportive perpignanaise en 1919
Le 10 mai 1919, après une Première Guerre mondiale couteuse en homme, l'ASP et le Stade olympique Perpignan décident de fusionner. Ainsi, le SOP, représenté par Gilbert Brutus et le Docteur Rives et l'ASP, représenté par Jean Payra et Félix Barbe créent l'Union sportive perpignanaise. En l'honneur des joueurs du club tombés pendant la guerre et en hommage aux soldats, l'USP adopte le maillot « bleu horizon » (la couleur des uniformes et adopte le maillot ciel), sur un short blanc et des bas sang et or,,,.

## Palmarès

### Détails
- Champion du Languedoc de 2e série : 1913[6]
- Champion de France de 2e série : 1913[27].
- Finaliste du championnat du Languedoc : 1914[12] et 1916[20].
- Vainqueur de la Coupe Rerolle en 1914[27].
- Vainqueur de la Coupe de la Commission en 1914[15],[note 4].
- Champion du Languedoc : 1917[22].

### Finales du club
| Date de la finale | Vainqueur                   | Score  | Finaliste    | Lieu de la finale                  |
| ----------------- | --------------------------- | ------ | ------------ | ---------------------------------- |
| 27 avril 1913     | Stade olympien perpignanais | 14 - 8 | AS française | Stade Francis-Rongiéras, Périgueux |

## Personnalités du club

### Joueurs

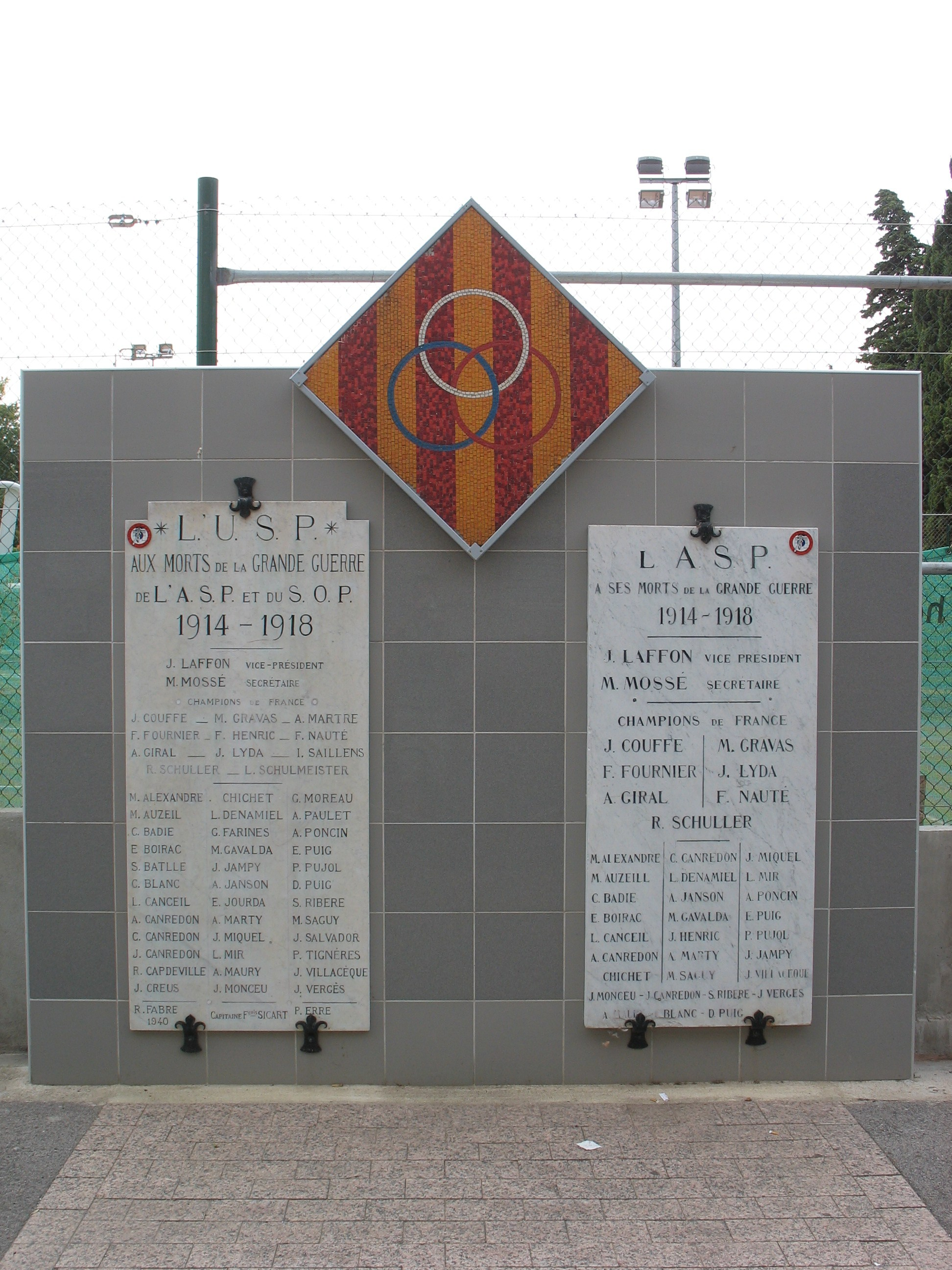
Les joueurs du SOP tombés au combat sont ensuite intégrés au monument au mort après la fusion en 1919.

- Gilbert Brutus
- Louis Dutrey[28]
- François Forma
- Georges Constant
- Noël Sicart
- Jean Vidal[29]
- Louis Argelès[28]
- Roger Mauran[28]
- André Guarné

## Dans la culture
Dans le roman, Les Héros perdus de Gabrielle de 2011 écrit par Hélène Legrais, la romancière met en lumière la rivalité entre le Stade olympien perpignanais et l'AS Perpignan.